# Jonathan Readwin
Jonathan Readwin (...) è un attore e regista britannico.

## Biografia
Ha esordito come attore nel 2004 nel cortometraggio School of Life. L'anno seguente ha recitato in un episodio della serie televisiva Roma. Nel 2006 ha recitato nel film horror Minotaur e nel 2009 in Dread, tratto da un racconto di Clive Barker.
Ha recitato anche in diverse serie televisive come Robin Hood, Metropolitan Police, Law & Order: UK, Holby City e Vicious.

## Filmografia

### Attore

#### Cinema
- School of Life, regia di Jake Polonsky - cortometraggio (2004)
- Minotaur, regia di Jonathan English (2006)
- Dread, regia di Anthony DiBlasi (2009)
- Highway Patrolman, regia di Michael Rendell - cortometraggio (2010)
- Splintered, regia di Simeon Halligan (2010)
- Small Hours, regia di Adam Batchelor - cortometraggio (2010)
- No Mean City: The Sherricking of the King, regia di Ben Macleod e Jonathan Readwin - cortometraggio (2010)
- AmStarDam, regia di Lee Lennox e Wayne Lennox (2016)
- Fred & Kev and the 10 Step Steegan, regia di Maximus Hugo - cortometraggio (2019)
- Unforced Error, regia di Nick Farr - cortometraggio (2020)
- Skater Girl, regia di Manjari Makijany (2021)

#### Televisione
- Roma – serie TV, 1 episodio (2005)
- Mayo – miniserie TV, 1 episodio (2006)
- Robin Hood – serie TV, 1 episodio (2006)
- Moving Wallpaper: The Mole – serie TV di corti, 1 episodio (2008) non accreditato
- Moving Wallpaper – serie TV, 2 episodi (2008) non accreditato
- Echo Beach – serie TV, 12 episodi (2008)
- Metropolitan Police (The Bill) – serie TV, 2 episodi (2005-2009)
- Law & Order: UK – serie TV, 1 episodio (2009)
- Holby City – serie TV, 2 episodi (2005-2010)
- Rock & Chips – serie TV, 3 episodi (2010-2011)
- White Heat, regia di John Alexander – miniserie TV, 1 episodio (2012)
- Vicious – serie TV, 1 episodio (2013)
- Chinese Girls in London – serie TV, 1 episodio (2016)
- Änglavakt – serie TV, 1 episodio (2021)
- Sherwood – serie TV, 2 episodi (2022)

### Regista
- No Mean City: The Sherricking of the King, regia di Ben Macleod e Jonathan Readwin - cortometraggio (2010)

### Sceneggiatore
- No Mean City: The Sherricking of the King, regia di Ben Macleod e Jonathan Readwin - cortometraggio (2010)

## Riconoscimenti
- 2017 – National Film Awards[1]
  - Best Breakthrough Performance in a Film per AmStarDam